# سنجق صيدا-بيروت
كان سنجق صيدا-بيروت سنجقاً تابعاً لإيالة صيدا ضمن الدولة العثمانية. قبيل عام 1660، كان سنجق صيدا-بيروت جزءاً من إيالة دمشق ولفترات قصيرة من تسعينيات القرن السادس عشر، كان تابعاً لإيالة طرابلس الشام.

## المنطقة وتركيبتها السكانية
تألف سنجق صيدا-بيروت من حوالي 60 كم من شريط الأراضي بين مضيق المعاملتين (شمال جونية) إلى نهر الزهراني. حدد مضيق المعاملتين حدوده الشمالية مع إيالة طرابلس الشام، وحدد نهر الزهراني حدوده الجنوبية مع سنجق صفد، بينما حددت تلال وادي البقاع حدوده الشرقية مع إيالة دمشق. ضم سنجق صيدا-بيروت مدينتي صيدا وبيروت الساحليتين، وكلاهما كانا مركزاً للنواحي الخاصة بهما وكان يشمل سلسلة جبل لبنان الجنوبي.
كانت ناحية السنجق الداخلية، الممتدة من الشمال إلى الجنوب، تتألف من كسروان والمتن في جبل صنين والغرب والجرد في جبل الكنيسة وإقليم الخرنوب والشوف في جبل الباروك. وكان السكان متنوعين دينياً، حيث كانت غالبية السكان من المسلمين السنة في صيدا وبيروت وإقليم الخرنوب، بينما ساد الدروز في المتن والغرب والجرد والشوف وأقام المسلمون الشيعة والمسيحيون الموارنة في كسروان. هيمن الموارنة والمسيحيون الآخرون، بدرجة أقل، على المناطق التي يسيطر عليها الدروز بعدما هاجروا بشكل متزايد إليها طوال القرنين السابع عشر والثامن عشر.

## تاريخ السنجق
بعد أن استولت الدولة العثمانية على سوريا من المماليك في عام 1516، شكل العثمانيون إيالة دمشق وجعلوها منفصلة عن ولايات المماليك في وسط وجنوب سوريا، بما في ذلك ولايات صيدا وبيروت. حيث دمجت الولايتين الأخيرتين إدارياً لتشكل سنجق صيدا-بيروت. ولفترة كبيرة من القرنين السادس عشر والسابع عشر، كان سنجق صيدا-بيروت تحت حكم إيالة دمشق، وفي بعض الأحيان كان يتبع سلطة إيالة طرابلس الشام خلال فترة التسعينيات من القرن التاسع عشر. كان الأمير ناصر الدين محمد بن الحنش، أول سنجق بكي (حاكم) للسنجق وهو زعيم عربي قوي لمع صيته خلال حكم المماليك. وقد حكم سنجق صيدا-بيروت بمشاركة أقرانه الدروز، ثلاثة منهم من عشيرة معن ورابع من عشيرة تنوخ. لكن في 1518، قاد ابن الحنش تمرداً ضد السلطان العثماني سليم الأول بينما كان لا يزال في سوريا، لكنه هُزِم وأُعدم. وقُبضّ على أقرانه وفرض عليهم غرامة كبيرة. لعبت صيدا-بيروت (كسنجق) دوراً ظاهرياً كوحدة إدارية عسكرية لها حاكمها وقواتها الخاصة. لكن، عملياً، كان لحكام صيدا-بيروت سيطرة ضعيفة على السنجق، الذي كان يهيمن عليه زعماء القبائل المحلية. وكان الأخيرون يحتفظون بحق جباية الالتزام (ضريبة الزرع) التي استفادوا منها، لكن نظراً لتمتعهم بحكم ذاتي قوي، لم يدفعوا ضرائب للسلطات أو يشاركوا في المهام العسكرية نيابة عن الدولة.
وحتى منتصف القرن السابع عشر، كان الحكم العثماني في سنجق صيدا-بيروت حكماً صورياً إلى حد كبير، خاصة في المناطق الجبلية التي يسيطر عليها الدروز. كان الدروز طائفة إسلامية مبتدعة، اعتبرتهم السلطات العثمانية وعلماء المسلمين السُنة في دمشق «زنادقة». وبناء على ذلك، أُقصيّ الدروز من نظام الملة رسمياً، فلم يصنفوا على أنهم مسلمون ولا تمتعوا بالحماية مثل وضع أهل الذمة مثل المسيحيين أو اليهود. وفرضت السلطات ضريبة الرؤوس عليهم بين حين وآخر، على غرار الجزية المفروضة على المسيحيين واليهود. وعامةً، استخدم الدروز التضاريس الوعرة التي عاشوا فيها وترساناتهم الوافرة لدرء المحاولات العثمانية لفرض سلطتهم على المناطق الداخلية في صيدا-بيروت. وتمردوا مرات عدة ضد السلطات العثمانية في دمشق حينما سعت الأخيرة لفرض القانون والنظام في السنجق.
في عام 1523، تمرد زعيم معن ضد العثمانيين، مما دفع بوالي دمشق، خرم باشا، لإرسال حملة تأديبية، حرقت خلالها مقر حكم بني معن في قرية الباروك، إضافة إلى ثلاث وأربعين قرية أخرى. وقد قاد نفس الوالي حملة لجباية الضرائب في 1524، مما أدى إلى تدمير ثلاثين قرية أخرى. واستمر النزاع المسلح بشكل متقطع، وفي 1545، استدرجت السلطات في دمشق زعيم معن، يونس المعني، إلى المدينة وقتلته. وفي 1565، نصب الدروز كميناً وحددوا مسار فوج خيالة عثماني كان مرسلاً لجباية الضرائب من الجرد. وعلى مدى العقدين القادمين، تصاعد التحدي الدرزي وواجه على التوالي محاولات العثمانيين لفرض سلطتهم. في عام 1585، قرر السلطان مراد الثالث توجيه مجهود حربي شامل لإخضاع دروز صيدا-بيروت وضواحيها وأمر والي إيالة مصر، داماد إبراهيم باشا، بقيادة هذا المجهود. استطاعت قوات إبراهيم باشا، بدعم من فرق الإنكشارية من دمشق والأناضول، هزيمة الدروز هزيمة ساحقة. الذين سلموا مع غيرهم من الجماعات المتمردة في السنجق الجزء الأكبر من أسلحتهم النارية وأُجبروا على دفع متأخرات ضريبية في شكل نقدي أو أراض. وقد فر زعيم معن، قرقماز المعني ومات في المنفى.
أصبح سنجق صيدا-بيروت وجارتها الجنوبية، سنجق صفد، جزءاً من إيالة صيدا المشكلة حديثاً، لفترة قصيرة في 1614 ثم بشكل دائم بعد 1660.

## تقسيمات السنجق الإدارية
قُسم سنجق صيدا-بيروت إدارياً إلى النواحي التالية:
- ناحية بيروت (الجليل الأعلى الشرقي)
- ناحية كسروان
- ناحية المتن
- ناحية غرب
- ناحية الجرد
- ناحية اقليم الخرنوب
- ناحية صيدا
- ناحية شوف بن معن
- ناحية شوف البياضة
- ناحية شوف الحرادين
- ناحية إقليم التفاح